# AVRO-concertorgel
Het AVRO-concertorgel, ook bekend als het Pierre Palla Concertorgel, is een groot theaterorgel en concertorgel dat gebouwd is voor de Nederlandse omroepvereniging AVRO.

## Geschiedenis

### Schenking
Nadat de AVRO in 1935 was opgericht, zond deze omroep regelmatig orgelconcerten uit en werd ook de lichtere orgelmuziek ten gehore gebracht vanuit diverse Nederlandse kerken. Omdat dit onder de luisteraars zeer gewaardeerd werd, werden onder hen gelden ingezameld voor een eigen concertorgel van de AVRO. Ter gelegenheid van de bouw van de nieuwe AVRO-studio, Studio 1, die in 1938 in gebruik werd genomen, werd het orgel aangeboden. 
Ten behoeve van de radio-uitzendingen gaf de AVRO een gecombineerd project in uitvoering voor de bouw van twee studio-orgels: een kerk-concertorgel en een bioscoop-concertorgel. De orgels zouden gebouwd worden door de Schiedamse orgelbouwer Standaart, die de orgelpijpen reeds besteld had bij het orgel onderdelenbedrijf Anton Gottfried in de VS. Standaart ging echter in 1935 failliet. De bouw werd overgenomen door de Engelse orgelbouwer John Compton met gebruik van de bestelde orgelpijpen en de reeds ten dele gebouwde omkasting van de speeltafel van het bioscooporgel, en die verder de bouw van de windladen en de techniek verzorgde, alsook de bouw van het kerkorgel.

### De orgels
Beide orgels werden in 1936 ingebouwd in Studio 1 van de AVRO aan de 's-Gravelandseweg in Hilversum.
Het kerkorgel telde ongeveer 4400 pijpen, het bioscooporgel ruim 2700. 
Het bioscooporgel met 50 registers op 4 manualen op basis van 18 stamregisters was het ontwerp van Pierre Palla. Ook het kerkorgel werd gerealiseerd. Beide orgels bezaten een eigen speeltafel, die elk aan weerszijden van een podium waren opgesteld. Het kerkorgel was ook te bespelen vanaf de speeltafel van het bioscooporgel op Manuaal III en IV.
Het ging hierbij om het grootste orgel ter wereld.

### Schade
Bij de verbouwing van de AVRO-radiostudio tot televisiestudio in 1986 werden de ventilatieroosters met daarachter de grootste orgelpijpen, gebruikt als stortkokers, waardoor deze pijpen schade opliepen. Een brand in 1992 veroorzaakte veel roetschade in de ventilatorruimte en de relaiskamer.

### Achterlating en opslag
Toen de AVRO in 2000 het nieuwe omroepgebouw van het Muziekcentrum van de Omroep (MCO) betrok, kon de nieuwe eigenaar van de voormalige AVRO-studio de achtergelaten orgels niet zonder meer vernietigen, omdat zij een vast onderdeel vormden van het voormalige studiogebouw dat een rijksmonument was. Tijdens een inspectie bleek er asbest in de orgels aanwezig te zijn, op grond waarvan zij wel konden worden verwijderd. Ze werden ontmanteld en opgeslagen in de Werkspoorfabrieken in Utrecht.

### Wederopbouw
Nadat in 2012 de Stichting Pierre Palla Concertorgel was opgericht, konden de onderdelen door de stichting worden aangekocht, teneinde het bioscooporgel weer op te bouwen in een van de twee geplande orgelkamers van het (MCO), dat gevestigd is in het voormalige studiocomplex van de VARA aan de Heuvellaan te Hilversum. De restauratie en opbouw werd uitgevoerd door de in Rosmalen gevestigde orgelbouwer Pels & Van Leeuwen. In december 2015 was het orgel weer te beluisteren.
 Het kerkorgel werd opgeslagen bij dezelfde restaurateur. In een van de twee orgelkamers  van Studio 1 van het MCO zou het van de BBC in 1966 overgenomen Radio-concertorgel (pijporgel zonder effecten) van de Nederlandse Radio Unie (NRU) worden opgebouwd, maar kwam terecht bij een koper in de Verenigde Staten, mede doordat verbouwing van de orgelkamers noodzakelijk was om ook ruimte te bieden aan de repetities van het Radio Filharmonisch Orkest en het Groot Omroepkoor.

## Effecten
Naast een speeltafel waarin pijpwerk, slagwerk- en percussie-instrumenten hun plaats vinden, heeft het orgel ook bijzondere geluiden, zoals regen- en vogelgeluiden, maar ook een tamtam, een brandweerbel en een Chinese gong voor de ondersteuning van films zonder geluid.

## Bespelers
Het orgel is onder meer bespeeld door de Nederlandse organisten Pierre Palla, Cor Steyn en Bernard Drukker.

## AVRO-Concertorgel en AVRO-kerkorgel
Beide orgels zijn te beluisteren op een geluidsopname.